# کلیل (هرند)
کلیل (هرند)، روستایی از توابع بخش مرکزی شهرستان هرند در استان اصفهان ایران است.

## جمعیت
این روستا در دهستان امامزاده عبدالعزیز قرار دارد و براساس سرشماری مرکز آمار ایران در سال ۱۳۸۵، جمعیت آن ۳۱ نفر (۷خانوار) بوده‌است.